# ناحیه لیماسول

ناحیه لیماسول (انگلیسی: Limassol District) یکی از شش ناحیه جزیره قبرس به مرکزیت شهر لیماسول می‌باشد.
این ناحیه کلیومتر مربع مساحت و ۲۳۵٬۳۳۰ نفر جمعیت دارد